# Ali Evrenosoğulları
Ali Evrenosoğulları (mort després de 1462) fou un noble otomà de la família dels Evrenosoğulları, cap dels akindjis primer (principi del segle XV) i després governador feudal.
Va dirigir als akindji per delegació del seu pare Evrenos Gazi (mort 1417) al que va succeir en el feu que posseïa, amb capital a Yenidje-i Vardar. Es va posar al servei de Mehmet I. Mort aquest va donar suport com els altres beys de Rumèlia va donar suport a Sulayman Düzme. però el va abandonar a Ulubad i es va passar a Murat II; aquest el va confirmar en el feu que havia heretat del seu pare.
El 1430 Murat II va conquerir Tessalònica i Ali hi va participar activament. Al front dels akindji, el 1434/1435 va fer una expedició a Albània i el 1437 una a Hongria, retornant carregat de botí. El 1441 va prendre part al setge de Belgrad, però els seus akindjis foren derrotats pels hongaresos i els otomans es van retirar. Durant la revolta albanesa de Jordi Castriota (Skanderbeg) del 1443 al 1468 va dirigir diverses vegades les forces otomanes que el van combatre. El 1462 va fer una expedició a Valàquia.